# Антонівська сільська рада (Хмельницький район)
Анто́нівська сільська́ ра́да — адміністративно-територіальна одиниця та орган місцевого самоврядування у Хмельницькому районі Хмельницької області. Адміністративний центр — село Антонівка.

## Загальні відомості
- Територія ради: 24,69 км²
- Населення ради: 908 осіб (станом на 2001 рік)

## Населені пункти
Сільській раді були підпорядковані населені пункти:
- с. Антонівка
- с. Катеринівка

## Склад ради
Рада складалася з 12 депутатів та голови.
- Голова ради: Ференс Анатолій Іванович
- Секретар ради: Нагорнюк Оксана Миколаївна

### Керівний склад попередніх скликань
| Прізвище, ім'я, по батькові | Основні відомості                                                 | Дата обрання | Дата звільнення |
| --------------------------- | ----------------------------------------------------------------- | ------------ | --------------- |
| Ференс Анатолій Іванович    | Сільський голова, 1963 року народження, освіта вища, безпартійний | 26.03.2006   | 31.10.2010      |
| Ференс Анатолій Іванович    | Сільський голова, 1963 року народження, освіта вища, безпартійний | 31.10.2010   |                 |

Примітка: таблиця складена за даними сайту Верховної Ради України

### Депутати
За результатами місцевих виборів 2010 року депутатами ради стали:

#### За суб'єктами висування
| Суб'єкт висування | Кількість обраних депутатів | %    |
| ----------------- | --------------------------- | ---- |
| Самовисування     | 7                           | 58,3 |
| Народна партія    | 5                           | 41,7 |

#### За округами
| № округу       | Прізвище, ім'я, по батькові       | Дата визнання обраним | Освіта  | Партійна приналежність | Відомості про обраного депутата                          |
| -------------- | --------------------------------- | --------------------- | ------- | ---------------------- | -------------------------------------------------------- |
| Народна Партія |                                   |                       |         |                        |                                                          |
| 3              | Нагорнюк Оксана Миколаївна        | 05.11.2010            | середня | позапартійна           | Антонівська сільська рада, секретар                      |
| 5              | Бабелюх Ганна Мар'янівна          | 05.11.2010            | середня | позапартійна           | Антонівський фельдшерсько-акушерський пункт, завідувачка |
| 7              | Кришталь Тетяна Іванівна          | 05.11.2010            | середня | позапартійна           | Антонівська сільська рада, бухгалтер                     |
| 9              | Вітвіцька Лідія Василівна         | 05.11.2010            | середня | позапартійна           | ВП «Хлібний дар», агроном                                |
| 11             | Батурко Василь Володимирович      | 05.11.2010            | середня | позапартійний          | тимчасово не працює                                      |
| Самовисування  |                                   |                       |         |                        |                                                          |
| 1              | Шкваровський Олександр Васильович | 05.11.2010            | середня | позапартійний          | ЧО ХПП, тракторист                                       |
| 2              | Дмитришина Наталія Анатоліївна    | 05.11.2010            | середня | позапартійна           | Антонівська школа, техпрацівник                          |
| 4              | Чепель Ірина Анатоліївна          | 05.11.2010            | вища    | позапартійна           | тимчасово не працює                                      |
| 6              | Малькут Ольга Севастянівна        | 05.11.2010            | середня | позапартійна           | Антонівська школа, директор                              |
| 8              | Кравець Анатолій Іванович         | 05.11.2010            | середня | позапартійний          | ЧО ХПП, тракторист                                       |
| 10             | Фертюк Руслана Михайлівна         | 05.11.2010            | середня | позапартійна           | ВП «Хлібний Дар», комірник                               |
| 12             | Томашевська Зінаїда Іванівна      | 05.11.2010            | середня | позапартійна           | Катеринівський будинок культури, завідувачка             |